# Wilfried Krug
Wilfried Krug (* 17. Oktober 1931 in Schermen; † 25. Dezember 1988 in Karlsburg, Mecklenburg) war ein deutscher Opernsänger (Heldentenor).

## Leben
Krug erhielt seine Gesangsausbildung bei Tiana Lemnitz in Berlin und später bei Rudolf Dittrich in Dresden. 1957 gab er sein Debüt am Theater Erfurt als Max in Carl Maria von Webers Freischütz. 1959 wurde er an die Dresdner Staatsoper engagiert, wo er im Fach des Heldentenors und als Wagner-Sänger große Erfolge hatte. Zudem trat er regelmäßig an der Berliner Staatsoper und an der Komischen Oper Berlin auf. Gastspiele führten ihn an Opernhäuser in Ost- und Westdeutschland sowie nach Ungarn, Rumänien, in die UdSSR und nach China. Aufgrund seiner Verdienste wurde Krug zum Kammersänger ernannt.
Zu seinem Repertoire zählten Partien in Wagner-Opern Erik im Fliegenden Holländer, die Titelpartien in Lohengrin und Parsifal, Stolzing in den Meistersingern von Nürnberg und Siegmund in der Walküre sowie Florestan in Beethovens Fidelio und auch zahlreiche Rollen der Italienischen Oper. Bei den Bayreuther Festspielen wirkte er im Jahr 1960 in den kleineren Partien eines der Gralsritter in Parsifal, einen der Edlen in Lohengrin und den Kunz Vogelgesang in den Meistersingern.
Krug beendete seine Laufbahn als Sänger in den 1970er Jahren aus gesundheitlichen Gründen.
Schallplattenaufnahmen liegen vor bei Eterna (u. a. Szenen aus Tannhäuser zusammen mit Sena Jurinac) sowie von den Festspielen in Bayreuth im Jahr 1960.

## Diskografie (Auswahl)
- Richard Wagner: Lohengrin. Mit u. a. Wolfgang Windgassen, Aase Nordmo Løvberg, Theo Adam, Gustav Neidlinger, Astrid Varnay, Chor und Orchester der Bayreuther Festspiele 1960, Dirigent: Lorin Maazel (Melodram; 1981)
- Richard Wagner: Die Meistersinger von Nürnberg. Mit u. a. Josef Greindl, Elisabeth Grümmer, Wolfgang Windgassen, Elisabeth Schärtel, Theo Adam, Chor und Orchester der Bayreuther Festspiele 1960, Dirigent: Hans Knappertsbusch. Live-Aufnahme vom 23. Juli 1960 (Orfeo; 2015)
- Richard Wagner: Parsifal. Mit u. a. Hans Beirer, Thomas Steward, David Ward, Gustav Neidlinger, Régine Crespin, Chor und Orchester der Bayreuther Festspiele 1960, Dirigent: Hans Knappertsbusch[5]